# Dysphenges
Dysphenges is een geslacht van kevers uit de familie bladkevers (Chrysomelidae).
De wetenschappelijke naam van het geslacht werd in 1894 gepubliceerd door George Henry Horn.

## Soorten
- Dysphenges eichlini Gilbert & Andrews, 2002
- Dysphenges lagunae Gilbert & Andrews, 2002
- Dysphenges rileyi Gilbert & Andrews, 2002